# 1452 en Angleterre
Chronologie de l'Angleterre
- 1448
- 1449
- 1450
- 1451
- 1452
- 1453
- 1454
- 1455
- 1456

Cette page concerne l'année 1452 du calendrier julien.

## Naissances en 1452
- 2 octobre : Richard III, roi d'Angleterre
- Date inconnue :
  - Hugh Oldham, évêque d'Exeter
  - Gilbert Talbot, soldat
  - Robert Willoughby, 1er baron Willoughby de Broke

## Décès en 1452
- 25 mai : John Stafford, archevêque de Cantorbéry
- 7 juillet : Éléonore Cobham, duchesse de Gloucester
- 25 juillet : Robert Willoughby, 6e baron Willoughby d'Eresby
- 27 septembre : Isabelle de Mowbray, baronne Berkeley
- 22 octobre : William FitzHugh, 4e baron FitzHugh
- 3 décembre : Elizabeth Etchingham, femme réputée être un des premiers cas de lesbianisme au Moyen Âge
- 6 décembre : William Mountfort, member of Parliament pour le Warwickshire
- Date inconnue :
  - Nicholas Close, évêque de Lichfield
  - Henry Hanslap, chanoine de Windsor
  - William Wadham, noble